# Albiès
Albiès är en kommun i departementet Ariège i regionen Occitanien i södra Frankrike. Kommunen ligger  i kantonen Les Cabannes som ligger i arrondissementet Foix. År 2022 hade Albiès 122 invånare.

## Befolkningsutveckling
Antalet invånare i kommunen Albiès
Referens: INSEE